# Pendeen Lighthouse
Der Leuchtturm Pendeen Lighthouse ist ein Leuchtturm an der Küste von Cornwall. Er steht elf Kilometer nordwestlich von Penzance auf der Kliffküste von Pendeen Watch. Die Höhe des Leuchtfeuers ist 59 m über dem mittleren Tidehochwasser.

## Beschreibung

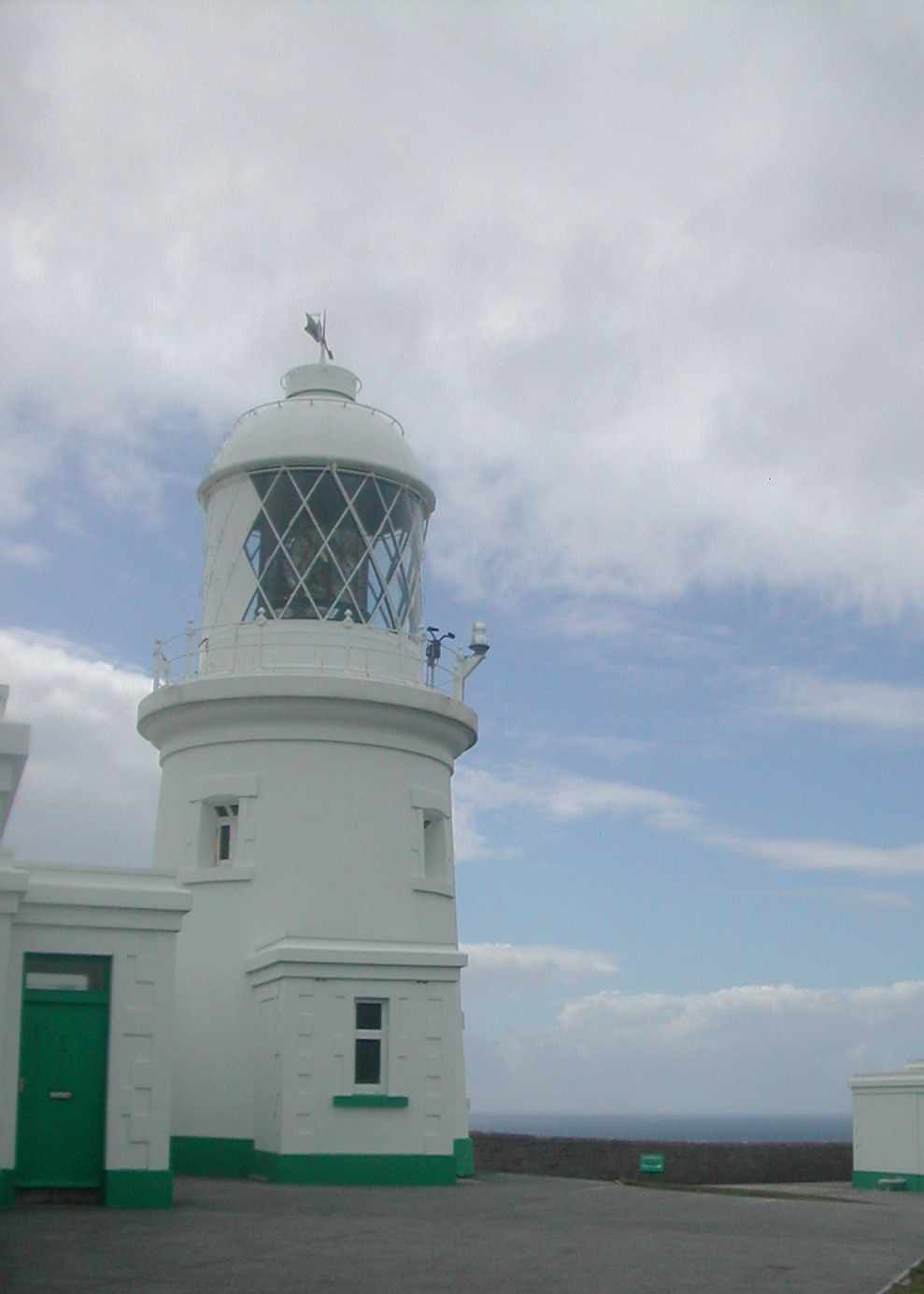
Eingang des Leuchtturms von Pendeen

Der Leuchtturm ist 17 m hoch. Er besteht aus mit Beton verkleidetem Bruchstein. Der Turm besteht aus zwei Stockwerken mit je einem Raum. Darüber ist das Lampenhaus mit einer umlaufenden Galerie. Zum Leuchtturm gehören ein einstöckiger Anbau mit Flachdach sowie ein kleineres Gebäude mit Nebelhorn. Die Gebäude sind weiß gestrichen.

## Signale
Das weiße Leuchtfeuer ist 16 sm (30 km) weit zu sehen. Es wird mit einer 35 W Quecksilberdampflampe des Typs MBI erzeugt. Um die Lampe rotiert ein Fresnellinsensystem, so dass Beobachter vier Blitze alle 15 Sekunden sehen (Kennung Fl (4) 15s). Es wird immer noch der originale Linsenapparat verwendet. Er wiegt 2,5 t und schwimmt auf 750 kg Quecksilber, wodurch er sich leicht drehen lässt.
Ein Nebelhorn wurde am 14. Mai 2014 permanent außer Dienst gestellt. Es gab bei Bedarf alle 20 Sekunden ein Signal, das noch auf dem fünf Kilometer entfernten Cape Cornwall hörbar war.

## Geschichte
Der Leuchtturm wurde ab Januar 1899 gebaut, um die Schifffahrt zwischen Cape Cornwall und der St. Ives Bucht zu sichern. Auftraggeberin war die Betreibergesellschaft der Leuchttürme in England und Wales Trinity House. Die Entwürfe stammen von Thomas Matthews, dem Chefingenieur von Trinity House. Bei dem Bau waren umfangreiche Erdarbeiten erforderlich, weil der Gipfel des Kaps Pendeen Watch terrassiert werden musste.  Am 26. September wurde eine fünf-flammige Argand-Öllampe in Betrieb genommen. Seit 1926 ist das Leuchtfeuer elektrisch.
Bis 1995 waren Leuchtfeuerwärter für den Betrieb verantwortlich, dann wurde der Leuchtturm automatisiert. Die Steuerung erfolgt heute über eine Telemetrie-Verbindung zum Trinity House Operational Control Centre in Harwich. Der Anbau, der ursprünglich eine Unterkunft für drei Leuchtfeuerwärter mit ihren Familien bot, wurde in Ferienwohnungen umgewandelt.